# 阿拉蒂卡環礁

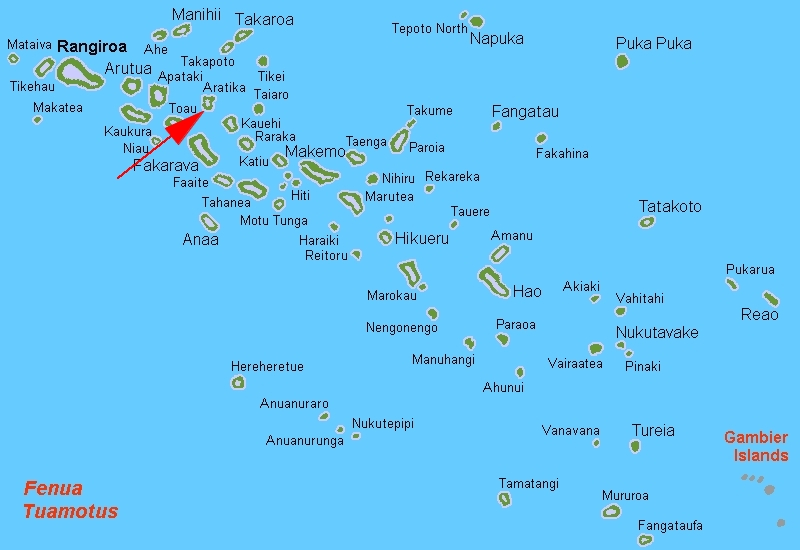

阿拉蒂卡環礁（Aratika）是南太平洋法屬波利尼西亞的環礁，屬於土阿莫土群島的一部分，位於考埃希环礁東南約35公里，由法卡拉瓦市镇管辖，長20.8公里、寬10.7公里，土地面積8.3平方公里，潟湖面積145平方公里，2002年人口228。

## 外部連結
- Pictures （页面存档备份，存于）
- Aratika-Nord Airport
- Charles Wilkes Expedition （法文）
- Aratika Atoll FP (EVS Islands)
- Shuttle Image ISS005-E-13941 (Astronaut Photography) （页面存档备份，存于）
- Aratika Atoll FP (Oceandots.com) （页面存档备份，存于）
- Tuamotu Atolls List (Pacific Image) （页面存档备份，存于）

15°29′S 145°30′W / 15.483°S 145.500°W